# Bob McNab
Robert „Bob” McNab (ur. 20 lipca 1943) – angielski trener i piłkarz występujący na pozycji obrońcy. W ciągu swojej kariery występował w Huddersfield Town, Arsenalu, Wolverhampton Wanderers, San Antonio Thunder, Barnet i Vancouver Whitecaps. Jako trener prowadził Vancouver Whitecaps, San Jose Grizzlies i Portsmouth. Jego córka, Mercedes McNab była aktorką.